# Pietro Pedranzini
Pietro Pedranzini (Bormio, 9 ottobre 1826 – Bormio, 3 settembre 1903) è stato un patriota italiano.

## Biografia

### I primi anni e gli studi
Bormiese, figlio di contadini, Pedranzini ebbe cinque sorelle maggiori e due fratelli minori. Il padre morì quando Pietro aveva 11 anni. Frequentò le scuole elementari maggiori e, nel 1842 si iscrisse al Ginnasio appena riaperto in Bormio (era stato chiuso nel 1822) che abbandonò durante il terzo anno per riprendere i lavori nei campi.

### Le prime esperienze militari
Nel 1847 fu riformato dalla leva austriaca per malattia di cuore.
Al principio del 1848 fu istituita in Bormio la Guardia Nazionale e il 20 marzo un drappello di circa venti uomini si reca allo Stelvio a sorvegliare il confine. Pedranzini partecipò con questi alle istruzioni sul maneggio delle armi tenute da ex militari austriaci. Lo stesso anno il Governo Provvisorio della Lombardia effettuò la leva delle classi 1826 e 1827 e il Pedranzini fu arruolato col grado di caporale e assegnato alla prima compagnia bersaglieri del battaglione dei coscritti valtellinesi. Partecipò al presidio della posizione dello Stelvio (o, in termini enfatici, "alla conquista del passo dello Stelvio nel 1848 e alla esaltante proclamazione della Repubblica Italiana Stelvio-Tonale, avvenuta il 12 agosto 1848") sinché, verso la metà di agosto, questa dovette essere abbandonata per l'arrivo degli austriaci: Pedranzini e gli uomini della propria squadra - quasi tutti militi del Mandamento di Bormio - furono tra gli ultimi ad abbandonare il presidio ritirandosi attraverso il Ghiacciaio del Cristallo (scendendo a Bormio per il Passo del Cristallo (o Passo dell'Ables d'Ardof) avendo ormai gli austriaci occupato la Valle del Braulio.
Nel 1856 prese moglie e nel 1859, avendo ormai due bambini, non poté arruolarsi volontario.
Nel 1859 gli austriaci occuparono il Giogo dello Stelvio e l'Alta Valle del Braulio presidiando la IV Cantoniera e la sommità di Spondalunga, reclutando a Bormio e nei dintorni una sessantina di operai per effettuare lavori di fortificazione. Giunti a Bormio i volontari garibaldini (8-9.000 uomini) comandati da Bixio e Medici, il Pedranzini, informatosi presso alcuni operai fuggiti dell'entità contingente austriaco, fece in modo di sottoporre allo stesso Bixio un piano per riprendere il Giogo grazie un'ardita azione di aggiramento e sorpresa attraverso il Passo del Cristallo da condursi con sette-ottocento uomini scelti fra i migliori. Bixio liquidò la proposta come "una ragazzata" e preferì limitarsi a fronteggiare pacificamente il nemico occupando le gallerie della Strada dello Stelvio e le soprastanti posizioni del Diroccamento e della Glandadura erigendo qualche piccola difesa in terra e sassi.
Nel 1861, durante la campagna d'Ancona e della Bassa Italia, fu mobilitato in Valtellina un battaglione di Guardia Nazionale sotto il comando del maggiore Giovan Battista Caimi, per la guarnigione di Bologna. Il Pedranzini vi entrò col grado di sergente, prestando servizio per due mesi come istruttore.
Rientrato dal servizione nella Guardia Nazionale col grado di luogotenente, partecipò alle elezioni comunali di Comune di Bormio nelle quali riportò il maggior numero di voti e fu assessore anziano fino al 1864, anno in cui assunse la carica di segretario comunale, impiego che tenne fino a poco prima della morte, avvenuta nel 1903.

### Le vicende del 1866

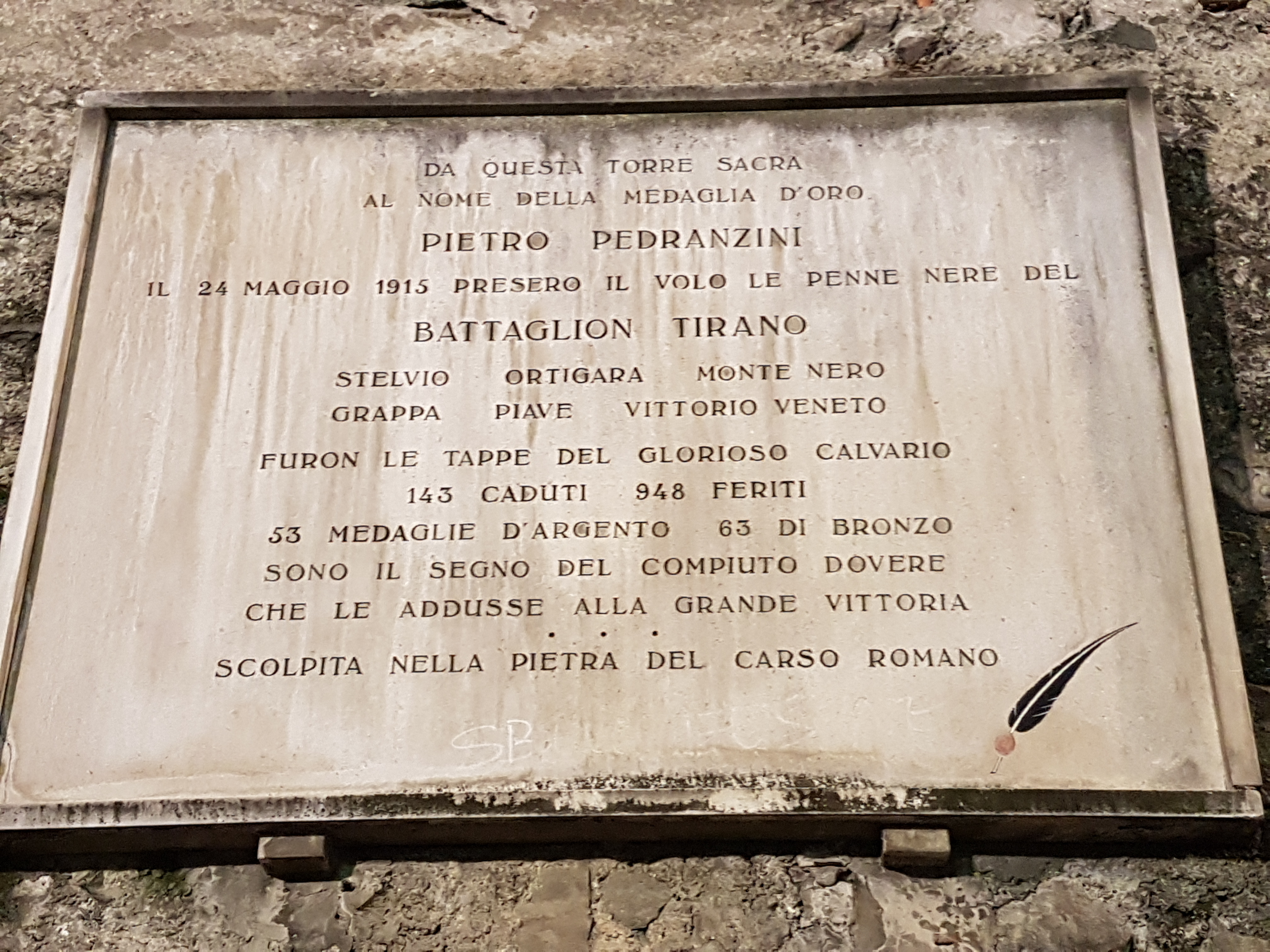
Lapide commemorativa a Bormio

Nel 1866, ancora luogotenente della Guardia Nazionale, comandò il secondo drappello (undici militi e due carabinieri) destinato alla sorveglianza della strada dello Stelvio che partì la sera del 20 giugno per recarsi al Passo omonimo (per dare il cambio al primo drappello - undici militi - che era al Passo fin dal 18). Il 22 il presidio fu rinforzato da dieci Guardie Forestali accompagnate dall'ispettore Giuseppe Cetti e da altre 26 Guardie Nazionali giunte al comando del tenente Francesco Clementi. Il 23 giunse allo Stelvio il colonnello Enrico Guicciardi, comandante della neocostituita legione di Guardia Nazionale formata dai battaglioni 44° (Vallecamonica) e 45° (Valtellina), insieme al maggiore Giovan Battista Caimi, ispettore della G.N. e comandante del battaglione valtellinese. Nell'andarsene il Guicciardi dispose che, nel caso di attacco austriaco, Pedranzini evitasse lo scontro procurando una ritirata regolare.
Nell'anno 1866, Bormio era oggetto di scorrerie, soprusi, schiavitù da parte delle truppe austriache che avevano il loro quartier generale al Passo dello Stelvio, confine con l'Italia..
Volendo porre fine a queste violenze, il Pedranzini, l'11 luglio 1866, da solo, scala la Cima Reit per un passaggio che da allora verrà chiamato "Passo Pedranzini", scende dai ghiaioni di Glandadura verso la strada dello Stelvio all'altezza della I Cantoniera, suonando il corno, sparando con il fucile ad avancarica e facendo rotolare i sassi che sollevano un gran polverone, impaurisce i 65 austriaci comandati da un tenente che si rifugiano e si rinchiudono nell'androne della I Cantoniera..
Il Pedranzini intima loro la resa, ad uno ad uno fa deporre le armi ed incolonnati e prigionieri, li riporta a Bormio. Dopo questa azione, Bormio non viene più molestata dagli austriaci..
Per questi fatti a Pedranzini il 19 aprile 1867 è assegnata la Medaglia in oro al valor militare "coll'annessovi soprassoldo di lire duecento annue".